# Lecrae
Lecrae, de son vrai nom Lecrae Moore, né le 9 octobre 1979 à Houston au Texas, est un chanteur américain de hip-hop chrétien évangélique, un producteur, un acteur, le cofondateur du label Reach Records et un membre du groupe 116 Clique.

## Biographie

### Jeunesse
Lecrae est élevé par sa mère célibataire dans un quartier pauvre du Sud de Houston . Peu de temps après sa naissance, il déménage à Denver, loin de son père toxicomane, puis à San Diego . À l’âge de 6 ans, il est abusé sexuellement par sa babysitter. À l’adolescence, il avait pour modèle le rappeur Tupac Shakur et son oncle, membre d’un gang de rue. 
À 16 ans, il commence la consommation de drogue, goûtant à quasiment toutes les substance, à l'exception du crack et de l'héroïne . Il se met à voler  au lycée et à vendre de la drogue, utilisant la Bible de sa grand-mère comme porte-bonheur . Il est interpelé pour possession de drogue, mais le policier qui l'arrête découvre sa Bible et lui fait promettre que s'il le laisse partir il vivra désormais selon ses principes. Par la suite, il commence une cure de désintoxication . Il laisse tomber la drogue, mais la remplace par de l'alcool et l’organisation de fêtes. 
Il reçoit une bourse et va étudier le théâtre à l'université du Nord du Texas, mais fait de la musique au lieu d’aller à ses cours . Il abandonne son programme et va étudier à l'université d'État de Middle Tennessee .
À 19 ans, il va à une étude biblique après avoir été invité par une fille de l’université . Il est étonné d’y voir des gens comme lui, qui aiment les mêmes livres et la même musique, mais qui étaient aimants. Il décide de vivre pour Dieu, mais prend encore de mauvaises décisions. À la suite de l'invitation d'un ami, il assiste à une conférence chrétienne à Atlanta et est impressionné par la performance d'un groupe de rap chrétien, The Cross Movement . Il est également touché par une présentation claire de l’évangile par le pasteur James White (Christ Our King Community Church), demande pardon pour ses péchés et affirme avoir fait l'expérience d'une nouvelle naissance. 
Par la suite, il est victime d'un accident de voiture et en sort indemne. Il retourne à l'université de North Texas et obtient un diplôme en sociologie et médias électroniques en 2003. Cette même année, dans une réunion d’étude biblique à la Denton Bible Church de Denton (Texas), il y rencontre Ben Washer, avec qui il fera du bénévolat et chantera dans un établissement pénitentiaire pour mineurs . La réponse positive des jeunes au rap chrétien les encourage à lancer un label .

### Carrière
En 2004, cinq ans après sa conversion, Lecrae cofonde le label Reach Records avec Ben Washer. À l'âge de 25 ans, il sort son premier album Real Talk. L'année suivante, il est réédité chez Cross Movement Records .
Lecrae publie son second album studio le 15 août 2006, After the Music Stops, qui se classe 5e au Top Gospel Albums, 7e au Top Christian Albums et 16e au Top Heatseekers. L'album est nommé pour un Dove Award dans les catégories « meilleur album rap/hip-hop » et « meilleure chanson rap/hip-hop » pour Jesus Muzik.
Le 8 octobre 2008, sort le troisième album de Lecrae, Rebel. Il est classé 3e des albums de rap téléchargés sur iTunes, et 1er du Top Gospel Albums pendant deux semaines. L'album reste en avril 2010 classé au Top Gospel Albums depuis 78 semaines. Il atteint une vente de 125 000 exemplaires le 7 juillet.
En 2009, il a déménagé à Atlanta et il a aidé à établir la Blueprint Church (église baptiste).
Le 5 février 2010, Lecrae publie un nouveau single, Far away. La chanson est un hommage aux Haïtiens victimes du séisme du 12 janvier. Lecrae promet que tous les profits de la vente de ce single iront directement aux sinistrés. Une vidéo musicale de la chanson est sortie le 10 février.
Il sort l'album Rehab en 2010. Il se classe 17e au Billboard 200, faisant de lui un des albums de rap chrétien le plus vendu, et 5e au Top Rap Albums.  
Le 9 septembre 2014, il sort l'album Anomaly, qui sera numéro 1 au Billboard.
En 2017, il sort l'album All Things Work Together.

## Vie privée
Lecrae vit à Atlanta avec sa femme et ses trois enfants. 

## Discographie

### Albums studio
- 2004 : Real Talk
- 2006 : After the Music Stops
- 2008 : Rebel
- 2010 : Rehab
- 2011 : Rehab : The Overdose
- 2012 : Gravity
- 2014 : Anomaly
- 2017 : All Things Work Together

### Mixtapes
- 2012 : Church Clothes
- 2013 : Church Clothes 2
- 2016 : Church Clothes 3
- 2022 : Church Clothes 4

## Récompenses
En 2016, il reçoit un doctorat honoris causa en musique du Canada Christian College de Whitby (Ontario) pour son engagement à partager un message d’espoir aux jeunes défavorisés.
En 2024, au cours de sa carrière, il a reçu 4 Grammy Awards  et 11 Dove Awards.
- Rapzilla 2006 : meilleur artiste masculin[26]
- Rapzilla 2006 : meilleur album pour After the Music Stops[26]
- Rapzilla 2006 : meilleure chanson pour Jesus Musik[26]
- Rapzilla 2006 : meilleure vidéo musicale pour Jesus Musik[26]
- Rapzilla 2006 : meilleure couverture d'album pour After the Music Stops[26]
- GMC Music Video Awards 2010 : meilleure vidéo musicale
- Dove Award 2012 : meilleure chanson rap/hip-hop  pour Hallelujah[27]
- Grammy Awards 2013 : meilleur album de gospel pour Gravity

### Nominations
- Dove Award 2007 : meilleur album rap/hip-hop pour After the Music Stops[28]
- Dove Award 2007 : meilleure chanson rap/hip-hop pour Jesus Muzik[28]
- Dove Award 2009 : meilleur album rap/hip-hop pour Rebel[29]
- Dove Award 2009 : meilleure chanson rap/hip-hop pour Joyful Noise[29]
- Grammy Awards 2011 : meilleur album de rock ou de rap chrétien pour Rehab